# 1996년 하계 올림픽 아프가니스탄 선수단
1996년 하계 올림픽 아프가니스탄 선수단은 미국 애틀랜타에서 개최된 1996년 하계 올림픽에 참가한 올림픽 아프가니스탄 선수단이다.

## 육상

### 남자
| 이름               | 종목   | 결선    | 결선 |
| 이름               | 종목   | 결과    | 순위 |
| ------------------ | ------ | ------- | ---- |
| 압둘 바세르 와시키 | 마라톤 | 4:24:17 | 111  |

## 참고 자료
- (영어) “Afghanistan at the 1996 Atlanta Summer Games”. SR/Olympic Sports. 2009년 1월 21일에 원본 문서에서 보존된 문서. 2011년 9월 22일에 확인함.